# Sautens

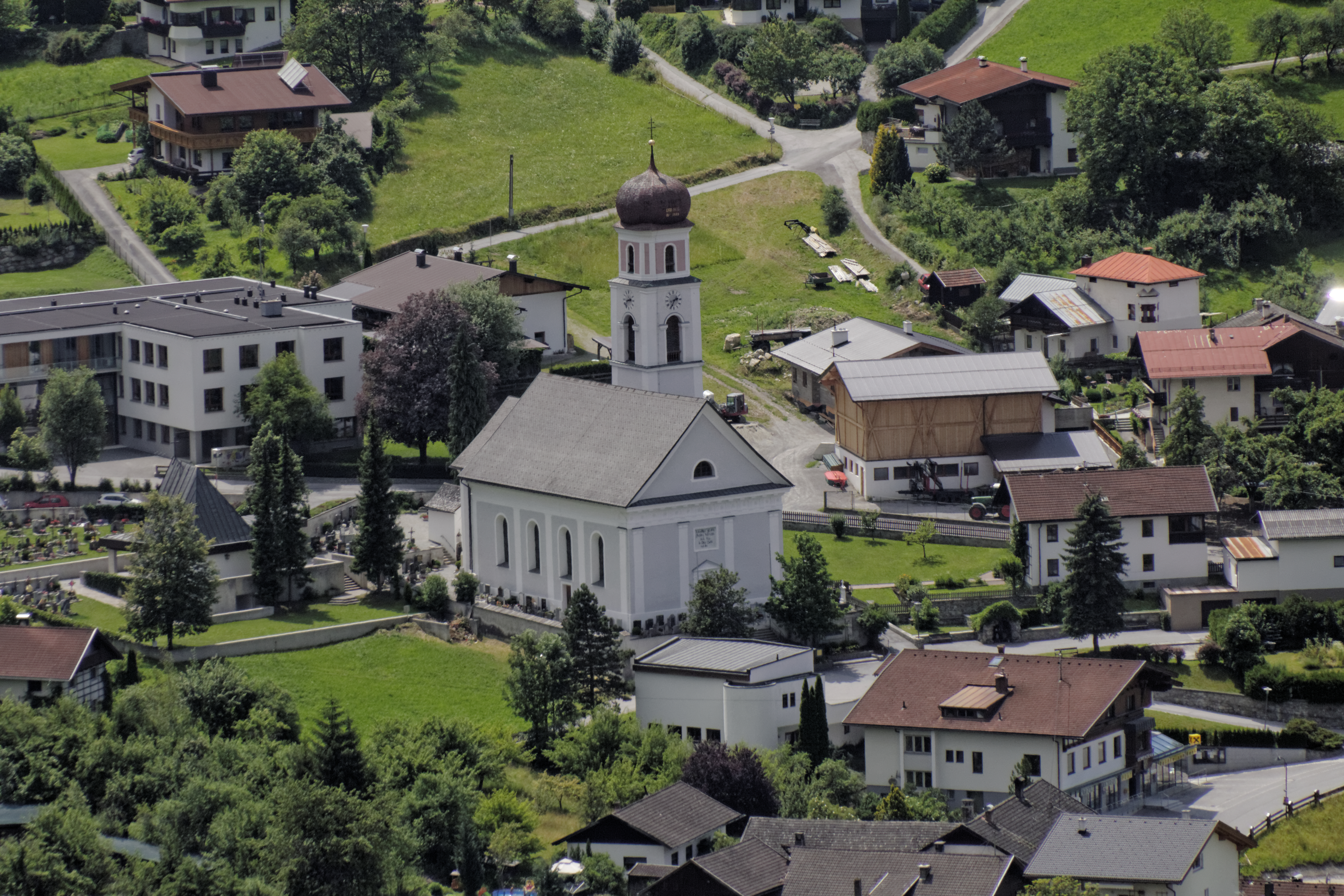
Sautens Neue Pfarrkirche

Sautens je obec v Rakousku ve spolkové zemi Tyrolsko v okrese Imst.
Žije zde přibližně 1 600 obyvatel.

## Geografie
Sautens leží při vstupu do údolí Ötztal na dvou širokých postglaciálních murách potoků Lehn a Schoadler. Terén Haderlehnu, stejně jako horské rameno Ötzerau na opačné straně údolí, je tvořeno vysokým reliéfním terénem, který byl vytvořen Ötztalským ledovcem.
Obec, která leží mimo hlavní silnici, se skládá z několika vesnic, které jsou dnes spojeny dlouhou řadou domů a tvoří centrum obce. Na jihovýchodě se nacházejí vesnice Ritzlerhof a Haderlehn. Oblast se nachází na slunném místě chráněném před větrem a má mimořádně mírné klima, které umožňuje zemědělství, zejména pěstování ovoce. Část sklizně se na místě zpracovává na ovocnou pálenku. Kromě toho se obec v nedávné minulosti proslavila i dalšími destiláty. Získala již několik regionálních ocenění.
Obec má rozlohu 11,6 km², z toho 12,7 % je zemědělská půda, 3,3 % jsou zahrady, 1,4 % tvoří alpské louky a 64 % lesy. Z celkové rozlohy je 23,1 % území osídleno.

### Zvláštnost kalendáře
Díky impozantní výšce hory Acherkogel, která se nachází v sousední obci Oetz, může obec Sautens zažít mimořádné východy slunce. Fyzikální zákony difrakce světla způsobují, že kalendářní začátek jara a podzimu se zobrazuje na vrcholu hory, vzdáleném vzdušnou čarou asi devět kilometrů, v koridoru necelých 100 metrů.

### Sousední obce
Obec sousedí
|        | Haiming  |      |
| Roppen |          | Oetz |
|        | Umhausen |      |

## Historie
Od 8. století se na obou murách usazovali Bavoři. Tyrolský svaz vinařů uvádí, že vinařství v přední obci Ötztal je v listinách uváděno již v roce 965. Od 14. století je doloženo několik statků patřících různým majitelům.
V 18. století probíhala těžba pyritů mědi nad Sautens, která nebyla příliš produktivní. Do roku 1836 byl Sautens připojen k Oetzu, poté se stal samostatnou obcí.
Sesuvy bahna opakovaně ohrožovaly obecní území, ale již v roce 1903 byla provedena rozsáhlá ochranná stavební opatření.
Po vybudování arlberské železnice údolím Oberinntal (1884) a výstavbě nové silnice z Ötztalského nádraží do Oetzu na pravém břehu Ötztaler Ache ztratila stará vesnická cesta význam. Výstavbou mostu přes řeku Ache a silnice do Sautens se původně venkovská obec proměnila v turistické středisko.
Pravděpodobně v 18. století byla na polích Sautens nalezena 14 cm vysoká kovová figurka, která údajně představovala Venuši, římskou bohyni lásky. Alespoň tak o tom informoval archeolog Franz Miltner během druhé světové války. V té době však také uvedl, že postava zmizela. Dochovala se však kresba sochy z konce 18. století.

## Název
Sautens bylo osídleno pravděpodobně již od pravěku a předpokládá se, že i místní název je předřímského původu. První písemná zmínka pochází z roku 1288 a název je obvykle překládán z keltského *sūtā („mokřad“).

## Významní rodáci
- Matyáš Bernard Braun (1684–1738) – řezbář a sochař vrcholného baroka, působící dlouhou dobu v Čechách.